# Adolf Koxeder
Adolf Koxeder, né le 9 octobre 1934 à Innsbruck, est un bobeur autrichien notamment médaillé d'argent olympique en 1964.

## Biographie
Aux Jeux olympiques d'hiver de 1964 organisés à Innsbruck en Autriche, lors de sa seule participation olympique, Adolf Koxeder est médaillé d'argent en bob à quatre avec Erwin Thaler, Reinhold Durnthaler et Josef Nairz. Il remporte également la médaille de bronze en bob à quatre aux championnats du monde de 1963 à Igls (Autriche).

## Palmarès

### Jeux Olympiques
- : médaillé d'argent en bob à 4 aux JO 1964.

### Championnats monde
- : médaillé de bronze en bob à 4 aux championnats monde de 1963.